# Vyšný Kručov
Vyšný Kručov (bis 1946 slowakisch „Kručov“; ungarisch Krucsó) ist eine Gemeinde im Osten der Slowakei mit 150 Einwohnern (Stand 31. Dezember 2024). Sie gehört zum Okres Bardejov, einem Kreis des Prešovský kraj, und wird zur traditionellen Landschaft Šariš gezählt.

## Geographie
Die Gemeinde befindet sich in den Niederen Beskiden, noch genauer im Bergland Ondavská vrchovina, im Tal der Topľa oberhalb des Zusammenflusses mit dem rechtsseitigen Bach Koprivnička. Das Ortszentrum liegt auf einer Höhe von 195 m n.m. und ist 10 Kilometer von Giraltovce sowie 26 Kilometer von Bardejov entfernt (Straßenentfernung).
Nachbargemeinden sind Harhaj im Norden, Marhaň im Osten, Kalnište im Südosten, Kuková im Süden und Koprivnica im Südwesten und Westen.

## Geschichte
Vyšný Kručov wurde zum ersten Mal 1391 als Kruchow schriftlich erwähnt und war im Erwähnungsjahr Gegenstand eines Streites zwischen den Geschlechtern Cudar und Rozgonyi, die mit einem Erfolg von Rozgonyi endete. Das Dorf lag in der Herrschaft der Burg Čičava, ab 1410 von Makovica. 1427 wurden 17 Porta verzeichnet.
1787 hatte die Ortschaft 21 Häuser und 157 Einwohner, 1828 zählte man 32 Häuser und 239 Einwohner, die als Landwirte und Obstbauern beschäftigt waren. Im 19. Jahrhundert besaß die Familie Dessewffy Gutsanteile im Ort. Gegen die Mitte des 19. Jahrhunderts wanderten viele Einwohner aus.
Bis 1918 gehörte der im Komitat Sáros liegende Ort zum Königreich Ungarn und kam danach zur Tschechoslowakei beziehungsweise heute Slowakei. Nach dem Zweiten Weltkrieg pendelte ein Teil der Einwohner zur Arbeit in Industriebetriebe in Bardejov und Košice, die örtliche Einheitliche landwirtschaftliche Genossenschaft (Abk. JRD) wurde im Jahr 1959 gegründet, nachdem die vorherige, 1952 entstandene Genossenschaft schon ein Jahr später wieder aufgelöst wurde.

## Bevölkerung
| Jahr                | 1994 | 2004    | 2014 | 2024    |
| ------------------- | ---- | ------- | ---- | ------- |
| Anzahl der Personen | 153  | 151     | 151  | 150     |
| Unterschied         |      | −1,30 % | +0 % | −0,66 % |

| Jahr                | 2023 | 2024    |
| ------------------- | ---- | ------- |
| Anzahl der Personen | 153  | 150     |
| Unterschied         |      | −1,96 % |

Nach der Volkszählung 2011 wohnten in Vyšný Kručov 154 Einwohner, davon 152 Slowaken. Zwei Einwohner machten keine Angabe zur Ethnie.
78 Einwohner bekannten sich zur Evangelischen Kirche A. B., 71 Einwohner zur römisch-katholischen Kirche und ein Einwohner zur griechisch-katholischen Kirche. Bei vier Einwohnern wurde die Konfession nicht ermittelt.

## Verkehr
Nach Vyšný Kručov führt nur die Cesta III. triedy 3503 („Straße 3. Ordnung“) als Abzweig der Cesta III. triedy 3502 zwischen Koprivnica und Marhaň.